# Fröhnd

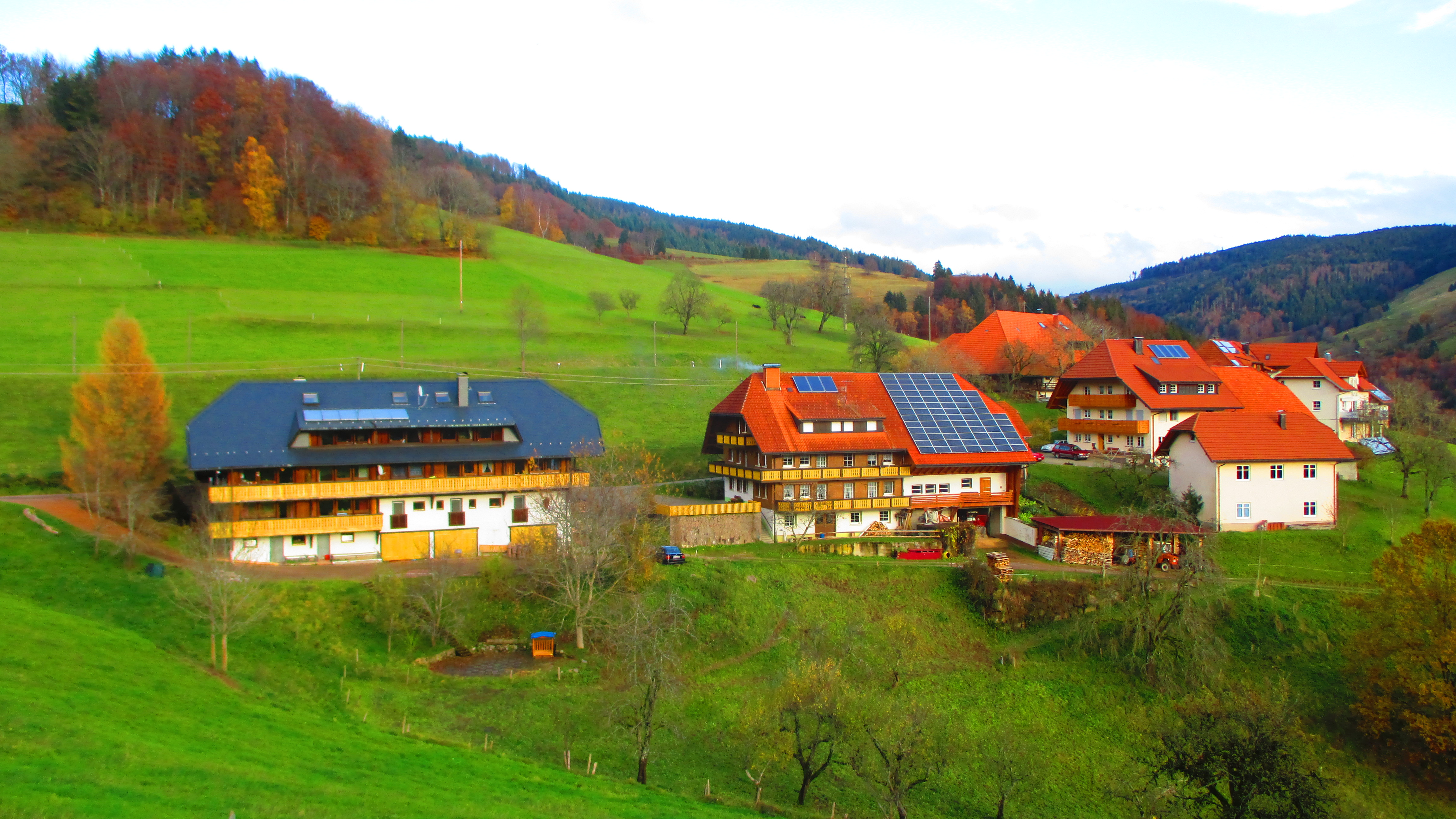
Domy w miejscowości Holz

Fröhnd – gmina w Niemczech, w powiecie Lörrach, w rejencji Fryburg, w kraju związkowym Badenia-Wirtembergia. Wchodzi w skład związku gmin Schönau im Schwarzwald. Leży w regionie Hochrhein-Bodensee, w Schwarzwaldzie, na północ od Schönau im Schwarzwald.
W skład gminy wchodzą miejscowości Holz, Hof, Ittenschwand, Kastel, Künaberg, Niederhepschingen, Oberhepschingen, Stutz, Unterkastel.